# 호켄봉

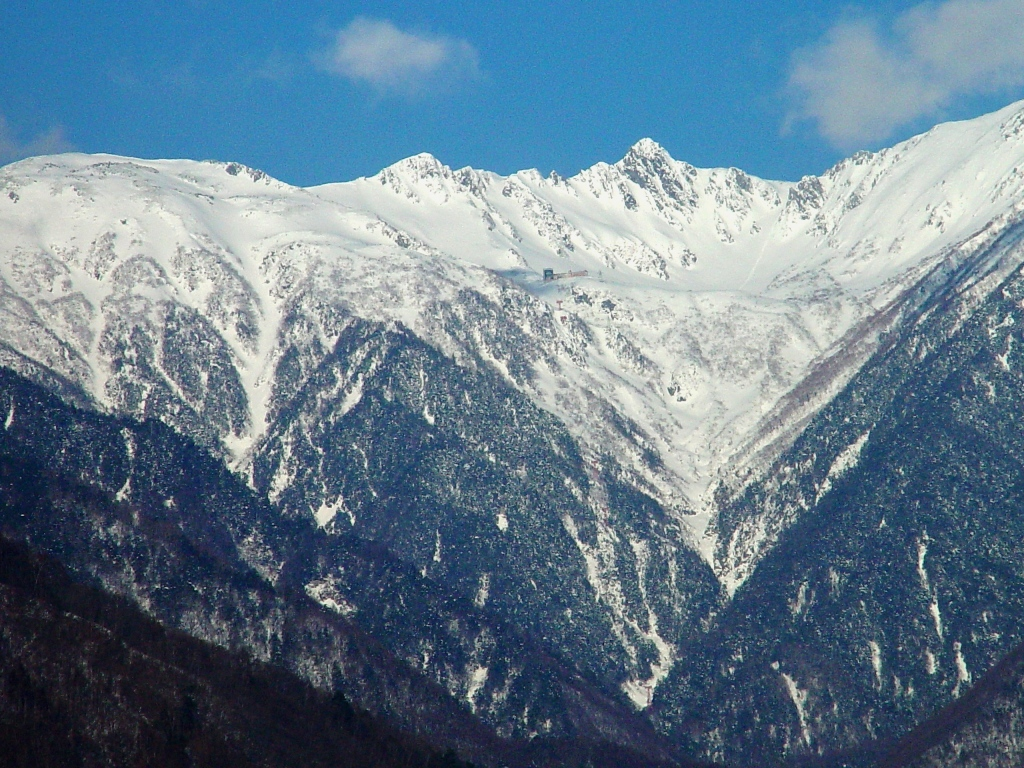
호켄봉

호켄봉(寶劍岳, 일본어: 宝剣岳 호켄다케[*])은 일본 나가노현의 기소산맥(중앙 알프스)에 있는 해발 2,931m의 산이다.